# Isocianato de metila
O isocianato de metila é um produto utilizado na síntese de produtos inseticidas, comercialmente conhecidos como Sevin e Temik, da família dos carbamatos, utilizados como substitutos de praguicidas organoclorados, como o DDT. Ela é considerada a primeira arma química usada em uma guerra mundial.
Em condições normais, o isocianato de metila é líquido à temperatura de 0 °C e pressão de 2,4 bar.

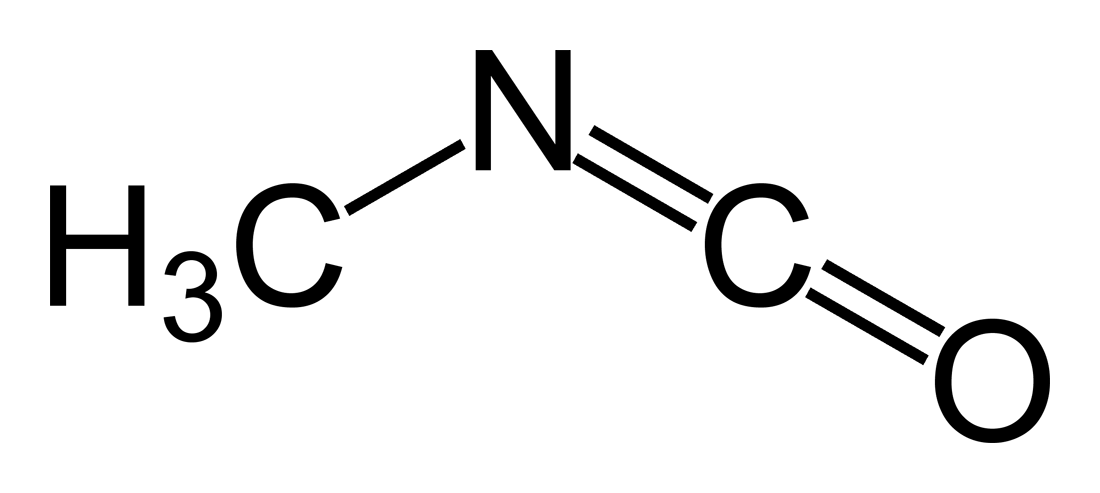
Uma molécula de MIC.

Quem aspirar o isocianato de metila em forma de gás é submetido a uma morte lenta e aterrorizante. Como o veneno reage ao entrar em contato com a água, o ataque químico toma-se mais duro na exata medida em que o organismo secreta líquidos para se proteger da agressão. Nos olhos, por exemplo, assim que o lacrimejar fica mais intenso a córnea é atacada com tamanha ferocidade que chega a perder a transparência, tomando-se opaca e ocasionando a cegueira, só reversível mediante transplantes. O mesmo efeito pode ser sentido na boca, no nariz e nos pulmões.
Dentro do corpo, o isocianato de metila segue seu curso de destruição. Ao penetrar nos pulmões faz entupir os alvéolos, impedindo a passagem do oxigênio para a corrente sanguínea. As vítimas de Bhopal, assim, morreram com a sensação de que estavam se afogando. De nada adianta dar oxigênio extra à vítima, pois os alvéolos mantêm-se bloqueados. O isocianato tem a capacidade de dissolver algumas enzimas do organismo, principalmente a colinesterase, substância importante no processo de contração muscular. Sem essa substância, ocorrem convulsões involuntárias, torpor, confusão mental e a vítima entra em coma. Sabe-se que, a longo prazo, o composto tóxico está associado ao surgimento da agranulocitose, que diminui a capacidade da pessoa de enfrentar infecções.